# 다마쓰촌 (에히메현 히가시우와군)
다마쓰촌(玉津村)은 에히메현 히가시우와군에 설치된 촌이다. 